# 蛇首圓魨
蛇首圓魨為輻鰭魚綱魨形目四齒魨亞目四齒魨科的其中一種，為熱帶海水魚，分布於東太平洋加拉巴哥群島海域，棲息深度5-18公尺，體長可達25公分，棲息在砂礫底質底層水域，生活習性不明。

## 扩展阅读
維基物種上的相關：蛇首圓魨